# 梁文建
梁文建（英語：Michael Leung Man-kin，1938年11月16日—2017年6月5日），CBE，JP，英治時代香港官員，是土生土長的第二代 ，歷任首任華人廉政專員以及教育統籌司等職位。他生前育有1子1女。

## 教育
梁文建曾就讀崇蘭中學小學部（1951年小六）
，中學肄業於香港華仁書院，後於羅富國師範學院畢業後，加入公務員行列，成為文憑教師。他1962年離開教職，到香港大學攻讀歷史系，1965年獲榮譽文學士學位（二級榮譽畢業，與周梁淑怡為同屆畢業生）後旋即在7月10日獲委任為政務主任。於輔政司署財政與總務科服務一年，1966年9月由英國海外發展部贊助赴英深造，先就讀於劍橋大學之暑期學校，研究行政學，後轉牛津大學，修讀政府與發展之海外學生課程一年。

## 早期公職
1967年回港後擔任（新界民政署下的）荃灣理民府副理民官，任期兩年。中文報章對他的最早記載為1967年10月6日，報道記述他於5日與理民府官馬禮樂到訪青衣，了解村民情況並答允改善設施等。當時荃灣理民府覆蓋今荃灣區及葵青區範圍。期後荃灣業餘體育聯會成立，梁氏擔任主席。1969年6月19日，港府公布梁文建獲升，同年7月接替徐淦為東區民政主任。1971年11月11日，梁氏攜夫人出席赤柱聖士提反小學畢業典禮，是報章提及其已婚的最早記錄。

## 出任較高級職位
1971年曾署任助理民政司。1972年約4月，鮑明接替梁任東區民政主任，是首批設立的民政主任之一。1973年8月梁調回布政司署服務。
他歷任助理財政司（1974年4月；同時獲晉升為首長級丙級政務官）、港島民政專員（1976年8月16日至不詳；時已為首長級丙級政務官；1977年1月曾出訪新加坡、助理民政署長（1977年）、民政署助理署長（約1978年至約1980年4月）、（布政司署）副社會事務司（約1980年4月；同時獲晉升為首長級乙級政務官）、教育署副署長（1980年12月8日至1984年9月）、教育署署長（1984年10月至1987年1月底）、運輸司（1987年2月18日至1993年；期間被委任為立法局議員）、教育統籌司（1993年6月1日至1995年9月）。
他擔任教育署長任內，教育署推動了公民教育，開始教授民主等觀念。擔任運輸司期間，他曾處理中巴南區巴士司機罷駛工潮及服務水平日差等問題，如在1989年12月的罷駛工潮後，在1990年1月下旬致函中巴主席顏成坤，稱一年內若無改善則逐條路線取消專營權。1992年元旦，英女皇向梁頒授CBE。

## 撤回修例草案致劉千石憤而辭職
1994年12月，時任教育統籌司的梁氏向立法局第二度提交《1994年僱傭（修訂）條例草案》審議，但草案在二讀期間被時任民主黨立法局議員劉千石提出修訂，並獲大多數議員支持而通過。但12月14日，梁文建不欲劉的修訂議案獲通過，聲稱要在細節上再諮詢勞工顧問委員會，索性在二讀通過後三讀前收回條例草案，「並將文件夾鏗鏘有聲地擲在枱面」，令劉千石不滿並辭任議員。草案最終於1995年1月18日通過；1995年1月25日，梁氏此舉被胡紅玉提出譴責，指政府明目張膽利用撤回議案的策略來限制立法機關通過修訂以提出建議的權力，而該動議獲通過。

## 轉任廉政專員
1995年3月，《南華早報》政治專欄Inside Politics記述梁抱病已一段時間，且將屆退休年紀，過去一年公務員圈子均預料他會成為首個離任的本地官員。1995年4月12日，梁宣布辭職。
1995年9月，梁文建雖然未滿57歲退休年齡，但獲港督彭定康委任，接替施百偉出任廉政專員（1996年1月22日至1997年3月31日），是首位華人獲委任此職位，月薪154,000元。1996年1月21日，《南華早報》刊登報道，當中訪問李家祥議員對梁的看法，李認為梁與立法局關係緊張，做事極為嚴格，有自己的一套處事方式。報道又指有廉署人員認為他有幽默感，但在傳媒或上電視的形象就一般。梁加入廉署同年，執行處長卜國豪（Jim Buckle，2月；現廉政公署退休人員協會名譽會長）、情報及支援處長Peter Graham（8月）及防貪處長Tony Scott（10月）相繼離任。
擔任廉政專員1年多後，有傳梁未獲候任特首董建華垂青，1996年12月24日宣布因私人理由離任，之後就沒有再擔任公職。12月26日《南華早報》報道中，提到梁氏的合約僅獲延3個月。立法局議員李柱銘甚至稱董建華理應解釋何以棄用梁氏，因為有高層官員不獲「直通車」安排或顯示有某些問題。1997年6月13日，他成為非官守太平紳士。

## 公職過後
隨後他轉投商界。1998年9月至2001年2月底，他在呂志和旗下的嘉華國際擔任執行董事和顧問，2001年3月後改任非執行董事，至2011年2月底止。晚年受長期疾病困擾，至2017年6月5日逝世，6月13日彌撒儀式後出殯。